# やかせて!ソーセージ
『やかせて!ソーセージ』は、2011年5月31日から2011年9月30日までMBSテレビで放送されていた生バラエティ番組。毎週火曜から金曜の週4日間、5upよしもと（大阪市中央区千日前の吉本興業の劇場）から生放送されたが、ソーセージがキングオブコント2011にセミファイナリスト審査員として参加した2011年9月23日放送をはじめ、一部の放送回では事前収録で放送された。番組のタイトルロゴでは「〜エンタメ新発見バラエティ〜」がつくことがある。

## 概要
2011年4月期の改編により、『真夜中パンチィ』が4月12日から放送されていたが、2011年5月26日放送のエンディングで、翌週からの番組のリニューアルが発表された。5月27日の『世界陸上ザ・ベスト 2005年ヘルシンキ』の放送による休止を挟み、男子青少年を主な視聴者層としていた前番組のお色気を含んだ要素を廃し、その日話題となった人やエンタメニュースに若手芸人たちがおせっかいを焼き、その日のエンタメを振り返る、エンタメ新発見バラエティとしてリニューアルされ、番組タイトルも改められた。5upよしもとの若手芸人・ソーセージ初の冠番組となり、一部を除いて『真夜中パンチィ』の出演者が引き続き出演した。
毎月最終放送日には、1ヶ月間におせっかいした内容から数本ピックアップして放送。2011年6月4日から6月25日までは、1週間の内容を振り返る『やけた?ソーセージ』が毎週土曜18:56 - 19:00に放送されていた。
当番組の終了に伴い、ソーセージ・プリマ旦那・和牛・GAG少年楽団・学天即は、10月5日より当番組の火曜日の後番組としてスタートした『ソガのプワジ』に引き続き出演（週1回化により生放送から収録に変更）。それ以外では遅れネットで放送している『有田とマツコと男と女』（TBS制作）を水曜日から金曜日に枠移動させる他、木曜日は土曜深夜ドラマから枠移動する形で木曜深夜ドラマが半年ぶりに復活し、次時間帯のアニメ枠が10分繰り上がることになった。水曜日については、単発番組の放送を挟み、11月2日から『まさかのホントバラエティー イカさまタコさま』『ニッポン!いじるZ』（ともにTBS制作）を放送。

## 放送時間
時刻はいずれもJST。特番などで、放送時間が変更されることがある。
- 火曜 - 木曜 24:55 - 25:40
- 金曜 25:30 - 26:15（『ごぶごぶ』放送週は、26:00 - 26:45）

## 出演者
スタジオ出演者のうち、山崎以外はつなぎを着用している（カッコ内はつなぎの色）。7月5日以降、スタジオでは洋服を着用。

### 番組終了時の出演者
- MC - ソーセージ
  - 秋山賢太（赤）
  - 藤本聖（青）
  - 山名文和（黄色）
- アシスタント - 山崎好美
- スタジオレギュラー - プリマ旦那
  - 河野良祐（ピンク）
  - 野村尚平（オレンジ）
- 曜日レギュラー（全曜日ともに白。2011年6月7日以降は、和牛・水田信二のみシェフ服を着用）
  - 和牛（火曜、2011年5月31日 -）
  - GAG少年楽団（水曜、2011年6月1日 -）
  - 学天即（木曜、2011年6月2日 -）
- 「NMB48のときめき!方言告白」→「NMB48のいい夢見られそう血液型占い」→「NMB48のゆでたまごクラブ」担当
  - NMB48（VTR出演）

### 過去の出演者
- タナからイケダ（金曜レギュラー、2011年6月3日 - 6月24日）
- クロスバー直撃（金曜レギュラー、2011年7月1日 - 7月29日）
- コマンダンテ（金曜レギュラー、2011年8月5日 - 8月26日）
- 今井希世（当時つぼみ、番組専属アゲカテキョ〔VTR出演〕、2011年9月2日）
- 村山真梨（当時つぼみ、現鈴井りま、番組専属アゲカテキョ〔VTR出演〕、2011年9月2日）

## 企画

### 番組終了時のコーナー
- コンビニ食材 変化クッキング!（火曜、2011年8月23日 - 9月20日）

放送時間内にコンビニ食材のみを使い、テーマとなる食材をいくつかの料理に変身させる。和牛・水田信二とゲストの芸人が料理のアイデアをそれぞれ出し合い、交替で調理する。2011年9月20日放送は和牛・ソーセージ（進行役の秋山を除く）・プリマ旦那がそれぞれ調理を行い、笠井博之（「ラ・ミア・クッチーナ・笠井」オーナーシェフ）が出演者とともに試食した。
| 放送日        | テーマ食材     | ゲスト                   |
| ------------- | -------------- | ------------------------ |
| 2011年8月23日 | 食パン         | 土肥ポン太、ヤナギブソン |
| 2011年8月30日 | チキンラーメン | トミーズ健               |
| 2011年9月20日 | かっぱえびせん | 笠井博之                 |

- 総選挙企画（木曜、2011年7月28日 - 9月15日）

テーマに基づき、さまざまな総選挙を行う。開票結果は学天即・奥田修二が奥光和夫としてAKB総選挙の要領で発表する。四条和也はエスコート役として、ランクインしたものを探し出し、カメラの前で見せてから奥田のもとに運ぶ。インスタントラーメン48総選挙ではランクインしたラーメンの調理も担当した。なお総選挙が飲食品の場合、奥田しか食べられなかったが、パン48総選挙では四条も食べている。
焼肉48総選挙以降は、山名・藤本・山崎、プリマ旦那、ゲストがトップ10の中から1位のものを予想し、正解した場合は1位の飲食品を実際に食べられたり、ランクインしたものが贈られるが、全員不正解の場合は奥田が食べたり、学天即がランクインしたものを貰う。視聴者も1位予想を行い、的中者の中から抽選で1名に1万円分のクオカードが贈られる。
9月29日に焼肉48総選挙・寿司48総選挙・ペット48総選挙の総集編を放送。
| 放送日        | 総選挙名                     | 内容 | トップ3（笑い飯総選挙のみトップ2） |
| ------------- | ---------------------------- | --- | --- |
| 2011年7月28日 | 笑い飯総選挙                 | 笑い飯の西田幸治と哲夫のどちらが好きなのかを視聴者が投票。                                                                                         | 1位：西田幸夫（チーム笑い飯）・1135票 2位：哲夫（チーム笑い飯）・565票                                                                        |
| 2011年8月4日  | 焼肉48総選挙                 | ノミネートされた48種類の焼肉の部位の中で最もおいしい部位を関西の焼肉店店員100人が5つの部位を選んで投票。                                           | 1位：ハラミ（チームホルモン）・33票 2位：タン（チームホルモン）・25票 3位：テッチャン（チームホルモン）・22票                                 |
| 2011年8月11日 | コンビニアイス48総選挙       | ノミネートされた48種類のコンビニアイスで最もおいしいアイスを関西のスイーツ店店員100人が5つずつ選んで投票。                                         | 1位：雪見だいふく（チームマルチ）・39票 2位：ハーゲンダッツ（チームカップ）・34票 3位：ピノ（チームマルチ）・31票                             |
| 2011年8月18日 | 寿司48総選挙                 | ノミネートされた48種類の寿司ネタで最もおいしいネタを関西の寿司店店員100人が5つずつ選んで投票。                                                     | 1位：赤身（チーム赤身）・29票 2位：穴子（チームウナギ科）・28票 3位：中トロ（チーム赤身）・23票                                               |
| 2011年8月25日 | インスタントラーメン48総選挙 | ノミネートされた48種類のインスタントラーメンで好きなラーメンを関西のラーメン店店員100人が5つずつ選んで投票。                                       | 1位：カップヌードル（チーム日清）・45票 2位：チキンラーメン（袋）（チーム日清）・42票 3位：サッポロ一番塩らーめん（チームサンヨー）・40票     |
| 2011年9月1日  | ペット48総選挙               | ノミネートされた48種類のペットでかわいいペットベスト5を関西のホステス100人にアンケートを行い、独自の採点方法で集計。                               | 1位：トイプードル（チーム犬）・86票 2位：チワワ（チーム犬）・69票 3位：柴犬（チーム犬）・66票                                                 |
| 2011年9月8日  | スナック菓子48総選挙         | ノミネートされた48種類のスナック菓子で好きなスナック菓子を関西の料理人100人にアンケート。                                                          | 1位：ポテトチップスうすしお味（チームカルビー）・42票 2位：じゃがりこサラダ味（チームカルビー）・38票 3位：ピザポテト（チームカルビー）・35票 |
| 2011年9月15日 | パン48総選挙                 | ノミネートされた48種類のパンで好きなパンを関西のベーカリー店員100人にアンケート。ランキング発表時に3名のモデルが登場し、トップ10では水着姿を披露。 | 1位：食パン（チーム食事パン）・52票 2位：クリームパン（チーム菓子パン）・45票 3位：クロワッサン（チーム菓子パン）・39票                       |

- クイズ!日づけ変わって今日からですよ〜!（2011年9月6日 - 9月15日）

「今日からですよ〜!」同様、今日からオープンするスポットやイベント、新商品を紹介すると同時に、それにまつわるクイズを出題。「今日までですよ〜!」「今週末からですよ〜!」「今週末までですよ〜!」が紹介されることもある。進行はプリマ旦那。
- NMB48のゆでたまごクラブ（2011年9月13日 - 9月30日）

番組終盤のVTR企画コーナー。NMB48のメンバー（日替わりで2名）がゆで卵をある食材に6時間（ぽん酢は3時間）漬け込み、新たな味付け卵を作る。VTR終了後、スタジオ出演者にも味付け卵が用意されるが、1つだけ辛子入りの卵が混ざっている。
| 放送日        | 登場したメンバー       | 味付け食材         |
| ------------- | ---------------------- | ------------------ |
| 2011年9月13日 | 小笠原茉由・門脇佳奈子 | めんつゆ           |
| 2011年9月14日 | 岸野里香・白間美瑠     | チョコレート       |
| 2011年9月15日 | 山口夕輝・太田里織菜   | お吸いもの         |
| 2011年9月16日 | 小笠原茉由・木下春奈   | 焼肉のたれ         |
| 2011年9月20日 | 門脇佳奈子・白間美瑠   | メロンシロップ     |
| 2011年9月21日 | 岸野里香・木下春奈     | ごまドレッシング   |
| 2011年9月22日 | 木下百花・太田里織菜   | キムチ鍋の素       |
| 2011年9月23日 | 小笠原茉由・山口夕輝   | ぽん酢             |
| 2011年9月27日 | 木下春奈・木下百花     | 青汁               |
| 2011年9月28日 | 白間美瑠・山口夕輝     | 味噌汁             |
| 2011年9月29日 | 門脇佳奈子・木下春奈   | 練乳               |
| 2011年9月30日 | 小笠原茉由・岸野里香   | ブルーベリージャム |

### 過去のコーナー
- あの番組におせっかいながら新要素提案ショー（2011年5月31日 - 6月3日）

番組後半のコーナー。数ある人気番組に足せば面白くなると思う新要素を曜日レギュラーが提案するコーナー。
- 週替わりゲームコーナー（水曜・2011年6月8日、木曜・2011年6月9日）

遊びをテレビゲーム機に頼りがちな昨今、みんなで簡単にできる道具の要らない楽しいゲームを曜日レギュラーが提案し、スタジオ出演者がやってみるコーナー。
- クイズ!ことわざ in ワールド（金曜、2011年6月10日 - 6月24日）

吉本興業が展開する「あなたの街に”住みます”プロジェクト」の住みます芸人として、京都に住んでいるタナからイケダが京都の街で外国人に自分の国のことわざを聞き、その中からクイズを出題して、スタジオ出演者が解答する。
- NMB48のときめき!方言告白（2011年5月31日 - 6月14日）

番組終盤のコーナーで、『真夜中パンチィ』からの継続企画。NMB48のメンバー（日替わりで1名）が「ずっと前から好きなんです。付き合って下さい」という告白を方言で挑戦する企画。このコーナーはVTR企画で、VTR終了後にはスタジオ出演者が告白に対するコメントをする（なぜかほとんど告白を断っている）のがお約束となっている。
5月31日は、5月25日に発売されたAKB48の新曲「Everyday、カチューシャ」の選抜メンバーに選出された山本彩が出演。
| 放送日        | 登場したメンバー | 挑戦した方言 |
| ------------- | ---------------- | ------------ |
| 2011年5月31日 | 山本彩           | 大分弁       |
| 2011年6月1日  | 篠原栞那         | 鹿児島弁     |
| 2011年6月2日  | 小谷里歩         | 讃岐弁       |
| 2011年6月3日  | 福本愛菜         | 信州弁       |
| 2011年6月7日  | 松田栞           | 山口弁       |
| 2011年6月8日  | 吉田朱里         | 静岡弁       |
| 2011年6月9日  | 上西恵           | 岡山弁       |
| 2011年6月10日 | 近藤里奈         | 沖縄弁       |
| 2011年6月14日 | 岸野里香         | 宮崎弁       |

- リアル3分クッキング（火曜、2011年6月7日 - 6月28日）

元料理人の和牛・水田信二がコンビニで買える食材を使い、実際に3分間で作れる簡単料理を紹介する。「コンビニ食材で簡単!☆☆☆クッキング」として継続。
- 学天即 奥田の週刊なんでもニュース（木曜、2011年7月21日 - 7月8日）

奥田がAKB48・SDN48・SKE48・NMB48に関するニュースをピックアップし、自ら取材する企画。
- ノーカットですよ〜!（金曜[注 9]、2011年6月17日 - 7月8日）

話題の映像をノーカットで放送するコーナー。
- Not yet「波乗りかき氷」のPV（2011年6月17日）
週末情報や視聴者からのメッセージとともにノーカットで放送。
- ブラックマヨネーズのインタビュー（2011年6月29日）
映画『鋼の錬金術師 嘆きの丘の聖なる星』で声優を務め、東京で行われたプレミア試写会の舞台挨拶にも登場したブラックマヨネーズにプリマ旦那がインタビュー。東京から帰阪する時間の都合でVTRが編集できなかったため、インタビューは10分間ノーカットで放送された。
- NMB48「絶滅黒髪少女」のPV（2011年7月1日）
街で働く黒髪少女とともにノーカットで放送。
- 安室奈美恵「NAKED」のPV（2011年7月8日）
週末情報や視聴者からのメッセージとともにノーカットで放送。

- カバー曲イントロどん!（水曜、2011年6月15日 - 7月13日）

カバー曲のイントロを聴いて、歌っている歌手名を当てる。問題の難易度がそのまま得点となる。進行はGAG少年楽団・宮戸洋行が行い、解答はソーセージ、プリマ旦那、山崎好美とGAG少年楽団・坂本純一とGAG少年楽団・福井俊太郎の3チームに分かれて行う。
- AKB48企画（木曜[注 12]、2011年6月23日 - 7月14日）

学天即がAKB48に関するさまざまな企画を放送。
- AKBの上半期に出たDVD全部集めてみました（2011年6月23日・30日、7月1日）
学天即が2011年上半期に発売されたAKB48のDVDを実際にすべて鑑賞し、どんな内容なのかを解説する企画。
- AKBあっちゃん出演!「情熱大陸」の取材映像の一部を入手しました!（2011年7月7日）
2011年7月10日放送の『情熱大陸』で、約2ヶ月間にわたり、約50時間密着した前田敦子の取材映像の一部を放送。
- AKB48と恋愛妄想ゲーム「1/48 アイドルと恋したら…」を全部やってきました!（2011年7月7日）
「AKB1/48 アイドルとグアムで恋したら…」の発売を前に、「AKB1/48 アイドルと恋したら…」を奥田がプレイし、ベストシーンを紹介。四条は初回限定生産版を持っているファンを探し、Premiere Special Packを持っているファンからAKB48仕様のPSP本体を借りて、スタジオで初回限定生産版のセット内容を紹介した。
- 学天即 四条のミラクルおすそわけ☆（2011年7月14日）
ミラクル男・四条のパワーをおせっかいながらおすそわけする企画。中部日本放送（CBC）で北原里英（AKB48）に『ノブナガ』収録の合間にインタビューを行った。奥田がインタビューを兼ねて、選抜じゃんけん大会での選抜入りを応援すべく「四条の奇跡Tシャツ」や新たに製作された「四条の奇跡缶バッジ」を渡したが、四条は武道館同様にCBC局内には入れず、外での取材を担当。『ノブナガ』も担当する番組スタッフから、北原の前任レギュラーだった篠田麻里子が収録時によく食べていた焼き肉弁当の情報を教わり、焼肉店を紹介した。

- ライブDVDクイズ（水曜、2011年7月20日）

ライブDVDの一部を見て、それに関するクイズに早押しで答える。進行はGAG少年楽団・宮戸洋行が行い、ソーセージチーム・プリマ旦那チーム・GAG少年楽団・坂本純一と福井俊太郎、山崎好美のチームに分かれて解答する。
- TOPニュースさん おせっかいですが…!

番組前半のコーナー。エンタメニュースのうち、Yahoo! JAPANのエンタメトピックスに掲載された時間（放送前日の21:00 - 放送日の21:00が対象）のトップ10をカウントダウンし、その中からソーセージとプリマ旦那がそれぞれ気になったニュースを独自の視点で調査し、新発見するコーナー。ただし、調査時点でトップ10に入っていたニュースが番組放送時にランク外となる場合がある。また、当日の放送内容によってはコーナーを休止する場合がある。
- コンビニ食材で簡単! ☆☆☆（三ツ星）クッキング（火曜、2011年7月5日 - 8月16日）

元料理人の和牛・水田信二がコンビニで買える食材を使い、簡単に作れる料理を紹介する。「リアル3分クッキング」と異なり、調理時間の制限がなくなった。2011年7月19日からは「芸人料理自慢対決SP」として、芸人との料理対決形式となった。勝敗は山名・藤本・河野・野村・山崎が判定していたが、8月9日の友近との対決からは視聴者投票に変更となり、得票数の多かった方が勝者となる形となった。9月27日放送で芸人との5番勝負が総集編で放送された。
| 放送日        | テーマ         | ゲスト                  | ゲストの調理した料理・得票数                | 水田の調理した料理・得票数                                    |
| ------------- | -------------- | ----------------------- | ------------------------------------------- | ------------------------------------------------------------- |
| 2011年7月19日 | 丼             | 矢野勝也 （矢野・兵動） | 海鮮卵とじ丼 パインセンムース 1             | チキラーバーグ丼 アイスロールケーキ〜みぞれコーヒー仕立て〜 2 |
| 2011年7月26日 | パスタ         | 白川悟実 （テンダラー） | うどんカルボナーラ ガリガリ君シャーベット 1 | シーフードトマトパスタ プリンフレンチトースト 2               |
| 2011年8月2日  | 中華料理       | 八木真澄 （サバンナ）   | 豆腐だけマーボー 豆腐ミルフィーユ 1         | フルーツ酢鶏クン フルーツババロア 4                           |
| 2011年8月9日  | 夏バテ解消料理 | 友近                    | 釜玉うどん風パスタ 675                      | あわ雪酸辣湯麺 1019                                           |
| 2011年8月16日 | 冷たい麺料理   | 津田篤宏 （ダイアン）   | リポビタン冷麺 1127                         | ジャージャーソーメン 1325                                     |

- 須磨のビーチで○○美女とタイトルコール!!（2011年8月9日 - 8月18日）

芸人が須磨海岸で条件を満たした水着美女を探し、一緒にタイトルコールを行う。8月6日放送でプリマ旦那が理想の水着美女を探した企画が基になっている。8月12日放送ではソーセージが山名の母同伴で理想の水着美女を探すロケを行っている。
| 放送日        | リポーター                                 | 水着美女                                       |
| ------------- | ------------------------------------------ | ---------------------------------------------- |
| 2011年8月9日  | プリマ旦那                                 | 倒立してくれる水着美女                         |
| 2011年8月10日 | 河野良祐（プリマ旦那）・川西賢志郎（和牛） | 組み体操のピラミッドの上に乗ってくれる水着美女 |
| 2011年8月11日 | GAG少年楽団                                | フラフープが10秒間出来る水着美女               |
| 2011年8月16日 | 河野良祐（プリマ旦那）・川西賢志郎（和牛） | 二重跳びを3回連続で出来る水着美女              |
| 2011年8月17日 | ソーセージ                                 | 立ちブリッジが出来る水着美女                   |
| 2011年8月18日 | GAG少年楽団                                | 馬跳びを5回連続できる水着美女                  |

- 行くだけでモテるモテ店紹介（2011年7月8日 - 8月24日）

女性を連れて行くだけでモテるモテ店を紹介する。ロケはプリマ旦那が担当。ただし4回目はソーセージが行った。また3回目以降は芸人おすすめのモテ店を紹介する形に変更され、3回目（7月27日放送）はロザン、4回目（8月10日放送）はケンドーコバヤシ、5回目（8月24日放送）はNON STYLEが登場した。
- アゲカテキョ企画（2011年9月2日）

『真夜中パンチィ』からの継続企画。成績もテンションもアゲアゲになる家庭教師（番組内ではアゲカテキョと呼称）の今井希世と村山真梨（ともに当時つぼみ）が、来年大学を受験予定の浪人生に夏までに成績を上げることを目標に英語を教える。なお『真夜中パンチィ』の時点では、夏までに成績を上げることに成功した場合は家庭教師に海外旅行が贈られることになっていたが、1泊2日のご褒美合宿をかけた最終テストの結果、村山が担当した浪人生と村山にご褒美として、能勢町にある温泉旅館での勉強合宿が贈られた。一連の経過は「アゲカテキョと夢のお勉強ファイナル 実は5ヶ月 裏で色々やってた事 今夜ぜ〜んぶお見せしちゃいますスペシャル」として放送された。
- 今日からですよ〜!（2011年7月1日 - 9月2日）

今日からオープンした最新スポットや発売された商品を紹介するコーナー。
今日までしか味わえないものや、体験できないイベントを紹介する「今日までですよ〜!」、今週末からオープンする最新スポットを紹介する「今週末からですよ〜!」、今週末までのエンタメ情報を紹介する「今週末までですよ〜!」の場合もある。「クイズ!日づけ変わって今日からですよ〜!」にリニューアル。
- NMB48のいい夢見られそう血液型占い（2011年6月15日 - 9月9日）

番組終盤のVTR企画コーナー。NMB48のメンバー（日替わりで1名）が登場し、いい夢が見られそうな血液型をランキング形式で紹介。最下位の血液型には、枕元に置いておくといい夢が見られる確率がアップするアイテムをアドバイスする。監修は錦夕華。
| これまで放送された内容 | これまで放送された内容 | これまで放送された内容                                       |
| 放送日                 | 登場したメンバー       | メンバーの見た夢                                             |
| ---------------------- | ---------------------- | ------------------------------------------------------------ |
| 2011年6月15日          | 白間美瑠               | 大好きなケチャップの風呂に入っている                         |
| 2011年6月16日          | 小谷里歩               | 大好きなチョコレートに乗って空を飛んでいる                   |
| 2011年6月17日          | 上西恵                 | 家の庭に大好きなチョコミントアイスが生えてくる               |
| 2011年6月21日          | 松田栞                 | 空から大好きなマグロの赤身が降ってくる                       |
| 2011年6月22日          | 篠原栞那               | 大好きなピーマンとかくれんぼする                             |
| 2011年6月23日          | 福本愛菜               | 家族みんなが大好きなお肉になっている                         |
| 2011年6月24日          | 門脇佳奈子             | 大好きなたこ焼きをたこ焼きの中で食べられる                   |
| 2011年6月28日          | 岸野里香               | ガムのおまけにずっと欲しかったマッサージチェアが付いている   |
| 2011年6月29日          | 山本彩                 | お昼ごはんが大好きなグミ弁当だった                           |
| 2011年6月30日          | 近藤里奈               | 運動会で玉入れの代わりに大好物の枝豆入れをする               |
| 2011年7月1日           | 小笠原茉由             | 大好きなハムスターとお昼寝する                               |
| 2011年7月5日           | 吉田朱里               | 大好きな梅干をかぶる                                         |
| 2011年7月6日           | 渡辺美優紀             | 大好きなきゅうりのお漬け物とコラボする                       |
| 2011年7月7日           | 山田菜々               | 髪の毛が大好きなもずくになっている                           |
| 2011年7月8日           | 木下春奈               | 大好物のスルメの布団で寝ている                               |
| 2011年7月12日          | 山口夕輝               | サンタクロースが大好きなエビチリをプレゼントしてくれた       |
| 2011年7月13日          | 松田栞                 | 晩御飯が大好きな回転みそ汁だった                             |
| 2011年7月14日          | 小谷里歩               | 大好きなカルボナーラのUFOに連れ去られる                      |
| 2011年7月15日          | 篠原栞那               | コンビニで買い物をしたら、お釣りがフルーツパフェで返ってきた |
| 2011年7月19日          | 門脇佳奈子             | 大好きな巻き寿司にくるまれている                             |
| 2011年7月20日          | 白間美瑠               | 家庭教師の先生が大好きなチンパンジーだった                   |
| 2011年7月21日          | 山口夕輝               | 大好きな猫がマフィアから救ってくれた                         |
| 2011年7月22日          | 岸野里香               | 大好きなイクラの寿司とお散歩する                             |
| 2011年7月26日          | 木下春奈               | 大好きなラーメンの滝に打たれている                           |
| 2011年7月27日          | 小笠原茉由             | NMBの新メンバーが大好きなピアノだった                        |
| 2011年7月28日          | 福本愛菜               | 大好きなメロンソーダのプールでバタフライする                 |
| 2011年7月29日          | 小谷里歩               | タクシーの運転手が大好きなライオンだった                     |
| 2011年8月2日           | 上西恵                 | 抱き枕が大好物なきゅうりだった                               |
| 2011年8月3日           | 山口夕輝               | オリンピックに向けて聖チョコミントアイスリレーに出場         |
| 2011年8月4日           | 岸野里香               | 体育の授業は大好きなソフトクリームボールだった               |
| 2011年8月5日           | 小笠原茉由             | 大好きなカマキリに髪を切ってもらえた                         |
| 2011年8月9日           | 福本愛菜               | NMBの新曲が大好きなお肉の歌だった                            |
| 2011年8月10日          | 山田菜々               | 宝箱を開けたら大好きなうどんが入っていた                     |
| 2011年8月11日          | 白間美瑠               | お年玉をもらったら大好きな海苔が入っていた                   |
| 2011年8月12日          | 吉田朱里               | 大好きな流しそうめんで一緒に流される                         |
| 2011年8月16日          | 松田栞                 | 大好きな白菜のいん石が降ってきた                             |
| 2011年8月17日          | 門脇佳奈子             | 家のカーテンが大好きな焼きそばに変わっている                 |
| 2011年8月18日          | 近藤里奈               | 身の回りのボタンが全部大好きな枝豆になっている               |
| 2011年8月19日          | 篠原栞那               | 大好きなミートパスタで綱引きをしている                       |
| 2011年8月23日          | 白間美瑠               | 大好きなゴリラ・チンパンジー・クマと新ユニットを結成         |
| 2011年8月24日          | 山田菜々               | 手から大好きな打ち上げ花火を出せるようになった               |
| 2011年8月25日          | 福本愛菜               | 新しく始まったドラマの主役が大好きなメロンだった             |
| 2011年8月26日          | 松田栞                 | 大好きな味噌汁のシャンプーが発売された                       |
| 2011年8月30日          | 近藤里奈               | 大好きな野菜たちと一緒に浅漬けにされている                   |
| 2011年8月31日          | 吉田朱里               | 得意なホッピングで車より速く移動できるようになった           |
| 2011年9月1日           | 沖田彩華               | 大好きなけん玉になれた                                       |
| 2011年9月2日           | 山岸奈津美             | 大好きなタン塩が熱を冷ましてくれた                           |
| 2011年9月6日           | 小鷹狩佑香             | 大好きな熱々の焼きいもでラグビーをする                       |
| 2011年9月7日           | 原みづき               | 大好きなカレーの目薬をさして気持ちよくなる                   |
| 2011年9月8日           | 小柳有沙               | 大好きなたこ焼きでビリヤードをする                           |
| 2011年9月9日           | 矢倉楓子               | 大好きなスイカを7個集めたら神様が願いを叶えてくれた          |

- 三人四脚企画（2011年9月9日・9月21日）

移動からトイレ・風呂に至るまで三人四脚の状態で行動する企画。9月9日に「1泊2日で絶対流行るギャグ作ろう旅 in 天橋立（ただし、三人四脚で）」として放送され、ソーセージが1泊2日で天橋立の温泉旅館に行き、絶対流行る新しいギャグを個人で各1つ、トリオで1つ考え、2日目の午前9時に宿泊した温泉旅館の従業員に披露した。また9月21日には「秋のやかせて!陸上競技会（ただし、三人四脚で）」として、ソーセージとGAG少年楽団が三人四脚で100m走、円盤投げ、走り幅跳び、PK合戦、1000m走で対決を行った。結果は4勝1敗でGAG少年楽団の勝利。

### おもなおせっかい
- ファンモンジャケット風写真企画

6月1日の放送ではFUNKY MONKEY BABYSのCDジャケットに上田晋也が起用されるニュースにソーセージがおせっかいを焼き、次回作に起用してほしい吉本興業の先輩芸人たちの写真をCDジャケット風に撮影し、FUNKY MONKEY BABYSの「涙」に合わせて製作したVTRを放送。6月22日に第2弾（曲は「桜」）、6月29日に第3弾（曲は「あとひとつ」）、7月6日に第4弾（曲は「告白」）、7月13日に第5弾（曲は「ヒーロー」）を放送。7月20日放送の第6弾（曲は「Lovin' Life」）は『ちちんぷいぷい』とのコラボで、当時月曜・火曜の総合司会を務めていた角淳一をはじめ、当時の火曜・水曜レギュラー出演者を撮影。最終回ではレギュラー出演者の写真で製作されたVTRと番組の名場面を編集したVTRが放送され、最後に山名の母から出演者に宛てた手紙が紹介された。「オールナイトライブ やかせて!ソーセージ祭り」では、第5弾までの写真が5upよしもとのロビーに展示された他、休憩時間に第6弾までのVTRが上映された。
- AKB48選抜総選挙・選抜じゃんけん大会潜入企画
  - AKB48 22ndシングル 選抜総選挙の開票イベント『AKB48 22ndシングル選抜総選挙「今年もガチです」』の開催前日となる2011年6月8日放送では、ソーセージが「山ちゃん AKB大島の連覇予想」のニュースにおせっかいを焼いてNMB48について調査し、山本彩と渡辺美優紀にインタビューを行った。6月9日は「AKB選抜総選挙スペシャル」と題し、開票イベントが行われた日本武道館前から学天即がリポートし、上位5名の順位発表後の挨拶をほぼノーカットで放送。この日の平均視聴率は、番組最高となる3.4%（ビデオリサーチ・関西地区）をマークした[1]。さらに6月10日には「涙のAKB総選挙の裏で四条が起こした奇跡とか結構色々あったんですスペシャル」と題し、武道館内を奥田修二、外の様子を四条和也がそれぞれ取材した模様が放送された。取材にあたっては、武道館内での取材カメラの撮影場所を決めるじゃんけんで四条が勝って好位置を確保する奇跡を起こし、地方局からの取材カメラながら選抜メンバーの表情を公式映像並みに捉えることができた。また番組で製作した「四条の奇跡Tシャツ」が視聴者3名にプレゼントされた（ちなみに応募総数は48通）。
  - 9月22日の放送では9月20日に行われたAKB48 24thシングル選抜じゃんけん大会を学天即がリポート。ただし武道館内に入れるのは前述の22ndシングル選抜総選挙の取材で、じゃんけんで奇跡を起こした四条のみで、奥田はAKBウルトラクイズをすべてクリアしなければ中に入ることができなかった。しかし大阪・YES-NAMBAビル前の「○×クイズ」（5問中4問正解でクリア）、東京駅前での「並べ替えクイズ」（4問中3問正解でクリア）、北の丸公園での「目選抜クイズ」をすべてクリアし、さらに四条とのじゃんけん対決も制し、武道館内に入ることが許された。今回も武道館内での取材カメラの撮影場所を決めるじゃんけんで四条が勝ち、1番良いポジションを確保した。また前述の「学天即 四条のミラクルおすそわけ☆」で四条の奇跡Tシャツを贈られた北原里英が、リハーサルのレッスン着として四条の奇跡Tシャツを着用し、さらに四条が奇跡を起こした決まり手同様に、当日の対決はすべてチョキを出して選抜入りを果たしたことを綴ったブログ[2]が紹介された。
- その他
  - 5月31日の放送で、グラビアアイドルのポロリの危険性を検証したVTR中、井岡ボクシングジムでビキニの水着を着た野村が元WBA世界ライトフライ級チャンピオン・山口圭司とボクシング対決をしている時に、レフェリーを務めていた井岡弘樹が映っていながら一切紹介されなかったことをソーセージに突っ込まれた。
  - 6月1日の放送ではゲッチャ・コミュニケーションズに入社したばかりの高橋名人が電話で生出演した。
  - 6月16日には吉本興業東京本社からの中継で、松本人志監督の映画『さや侍』に主演した野見隆明が生出演し、プリマ旦那がインタビューを行った。また番組終了後に収録した野見のインタビューが6月17日に放送された。
  - 6月28日はドラマと映画で実写化される『荒川アンダー ザ ブリッジ』に出演する桐谷美玲にプリマ旦那がインタビュー。その際、同作で小栗旬がカッパ姿の村長役に扮するニュースにおせっかいを焼き、カッパの扮装をした野村尚平がカッパでどれだけ日常生活ができるかを検証したVTR[注 22]を桐谷に見てもらい、カッパでも日常生活ができることを小栗に伝えてもらうよう頼んだ。
  - 9月6日には、9月4日に開催された神戸コレクションを和牛とソーセージ・山名の母が取材。神戸蘭子と加藤夏希にインタビューを行った他、山崎には水田が作ったアランチーニ風コロッケ[注 23]を差し入れし、山名の母が息子の山崎へのセクハラを詫びた[注 24]。ちなみに山名の母は後述の「オールナイトライブ やかせて!ソーセージ祭り」でのVTR出演を含め、たびたび番組に出演している。

## その他
- オールナイトライブ やかせて!ソーセージ祭り（2011年7月22日、5upよしもと）

番組の生放送の他、レギュラー出演していたタナからイケダ、前番組『真夜中パンチィ』に出演していたかりんとうと斉藤紳士を含む出演者9組によるネタ披露、会場から選ばれた来場者も解答者として参加した「クイズ!イントロどん」、番組の裏話をランキング形式で披露する「ここだから言える! やかせて!裏ニュースTOP10」、来場者のアンケートによって順位が決まった出演者の人気投票「やかせて!ソーセージ総選挙」が行われた。来場者にはファンモンジャケット風写真の撮影参加権が与えられ、全員に全出演者のファンモンジャケット風生写真10枚セットと『真夜中パンチィ』のステッカーが贈られた。
- やかせて!ソーセージ×NMB48（2011年9月17日、京橋花月）[注 25]

『真夜中パンチィ』『やかせて!ソーセージ』のコーナーをランキング形式で振り返り、レギュラー出演者のネタで誰が面白いかをNMB48（山本彩、福本愛菜、上西恵、小谷里歩、門脇佳奈子、岸野里香）が審査した。
- 『やかせて!ソーセージ』メンバーがオールナイトでおせっかいをやいちゃいますSP!（2011年9月19日、5upよしもと）[注 25]

レギュラー出演者がゲストの悩みを聞き、おせっかいを焼く「おせっかいゲストトーク」、メンバーの母親による大喜利アンケート対決「打倒山名のオカン! アンケートバトル」、メンバーが各自で考えたNMB48風の自己紹介VTRを見て、来場者のアンケートにより順位が決まった「NMB48風 自己紹介総選挙」で構成された。ゲストは品川祐（品川庄司）、ジャルジャル、NON STYLE、桜 稲垣早希。

## スタッフ
- ナレーション：谷藤リョーコ[注 26]
- 構成：八木晴彦、友光哲也、森下知哉
- TM：白井隆行
- TD：西嶋秀浩
- SW：林謙一郎・前田昌彦（トラッシュ）、西嶋秀浩
- VE：大森喜章・三本菅彰（トラッシュ）
- CAM：秋政菜名子、寺岡憲一・川崎圭一郎・三村友昭（トラッシュ）
- 照明：山根基広
- 音声：大谷紗代、梶巻久仁彦・本城宣彰・上野太・角田康太（トラッシュ）
- 音効/MA：磯部ヒカル、村川翔太、西岡慶、前田昌彦（トラッシュ）
- 舞台監督：清水直人
- 美術デザイン：内田公幸、斎藤せいこ
- 美術：村上雅彦、速水仁、新村嘉章
- タイトル：正冨大樹、宮本由紀子
- イラスト：川崎あっこ
- EED：牧原保・上田重樹・徳安悠治（トラッシュ）

ギャラクシーサブ
- ディレクター：赤岩海、池田貴彦、前田大助、紺田啓介（ゾフィープロダクツ）
- VE：森井一誠、徳永善行
- MIX：田中貴久、外島真由美、中越真司、稲垣雄二
- テロップ：橋本梢、北山和歌子
- 編成：田中将徳、川原秋呼
- 宣伝：北野敦則
- WEB：荒木崇
- 協力：すくらんぶる、MBS企画、ステッププラン、ステージプランニング、アーチェリープロダクション、サウンドエースプロダクション、トラッシュ、放送映画製作所、毎日グラフィックセンター（水）、音選屋、OSJC（火・木）、仕事場、TOCO（火・木・金）
- リサーチ：田中ミカン、杉本晃志
- AD：橋本薫、坂井田昌美、岩田充弘、松山千鶴
- ディレクター：山下純平、小林雄志、藤井智章、安達澄子、田上佳世、橋本薫
- チーフディレクター：山内健太郎
- AP：松本みゆき、小林真未子
- プロデューサー：岸本孝博（MBS）、田井中皓介（よしもとクリエイティブ・エージェンシー）、上田泰三・紺田啓介（ゾフィープロダクツ）
- 製作：吉本興業、ゾフィープロダクツ、毎日放送

## エンディングテーマ曲
- スリー・ドッグ・ナイト『ジョイ・トゥ・ザ・ワールド』